# Bądecz
Bądecz (prononciation : [ˈbɔndɛt͡ʂ]) est un village polonais de la gmina de Wysoka dans le powiat de Piła de la voïvodie de Grande-Pologne dans le centre-ouest de la Pologne.
Il se situe à environ 6 kilomètres au nord de Wysoka (siège de la gmina), 25 kilomètres à l'est de Piła (siège du powiat), et à 92 kilomètres au nord de Poznań (capitale de la Grande-Pologne).

## Histoire
De 1975 à 1998, le village faisait partie du territoire de la voïvodie de Piła.

Depuis 1999, Bądecz est situé dans la voïvodie de Grande-Pologne.
Le village possède une population de 630 habitants en 2012.